# Kweon Young-Jun
Kweon Young-Jun (en coreano: 권영준; Cheongju, 29 de marzo de 1987) es un deportista surcoreano que compite en esgrima, especialista en la modalidad de espada.
Participó en los Juegos Olímpicos de Tokio 2020, obteniendo una medalla de bronce en la prueba por equipos. Ganó tres medallas de plata en el Campeonato Mundial de Esgrima entre los años 2014 y 2018.

## Palmarés internacional
| Juegos Olímpicos   | Juegos Olímpicos | Juegos Olímpicos  | Juegos Olímpicos   |
| Año                | Lugar            | Medalla           | Prueba             |
| ------------------ | ---------------- | ----------------- | ------------------ |
| 2020               | Tokio (Japón)    | Medalla de bronce | Espada por equipos |
| Campeonato Mundial |                  |                   |                    |
| Año                | Lugar            | Medalla           | Prueba             |
| 2014               | Kazán (Rusia)    | Medalla de plata  | Espada por equipos |
| 2015               | Moscú (Rusia)    | Medalla de plata  | Espada por equipos |
| 2018               | Wuxi (China)     | Medalla de plata  | Espada por equipos |